# 帝国殖民署
帝国殖民署，又称德意志殖民事务局，是德意志帝国设立的政府机构，负责管理德国殖民帝国的海外领地。该机构于第一次世界大战结束后，于1919年2月20日被废除。继任机构为魏玛共和国设立的帝国殖民部（Reichskolonialministerium），主要处理殖民地的清算与移交事务。

## 发展与重组
自1884年起，德国便设有殖民事务机构，负责帝国政府行政部门在政策与管理上的殖民事务。根据帝国总理利奥·冯·卡普里维于1890年4月1日的命令，殖民事务由隶属于外交部（Auswärtiges Amt）的殖民部（Kolonialabteilung）主管，由一名部主任直接向总理负责。
根据1896年7月18日的法律，该部门还与总部原设在帝国海军部（Reichsmarineamt）的殖民军或保护军（Schutztruppe）共同接受管理。19世纪末，人们逐渐认识到应设立一个更高级别、直接向总理负责的独立机构。
1907年5月17日，德皇威廉二世下令将殖民部及保护军司令部从外交部中分离，升格为独立的中央政府机构——帝国殖民署（Reichskolonialamt），由一名内阁级别的国务秘书管理。该局随后迁入柏林威廉大街62号（该建筑于1938年拆除），该地点自1905年起便是外交部殖民部的所在地。保护军指挥结构也进行了重组，搬迁至威廉大街附近的毛尔大街45/46号。
此次立法代表着一次彻底的机构重组，是对全国范围内所谓“霍屯督选举”（即1907年德国联邦议会选举）反应的直接结果——当时媒体揭露了殖民地的腐败、虐待与管理不善，特别是德属西南非洲的赫雷罗人和纳马人大屠杀，引发帝国议会的解散。重组也伴随着殖民地公务体系的大规模人事更换。
新设立的殖民事务局由国务秘书伯恩哈德·登堡领导，直接向德国总理汇报。

### 外交部殖民部历任主任
- 弗里德里希·理查德·克劳尔（Friedrich Richard Krauel，1848–1918），任期：1890年4月1日 – 1890年6月30日
- 保罗·凯泽尔（Paul Kayser，1845–1898），任期：1890年7月1日 – 1896年10月14日
- 奥斯瓦尔德·冯·里希特霍芬（1847–1906），任期：1896年10月15日 – 1898年3月31日
- 格哈德·冯·布赫卡（Gerhard von Buchka，1851–1935），任期：1898年4月1日 – 1900年6月12日
- 奥斯卡·威廉·施图贝尔（Oscar Wilhelm Stübel，1846–1921），任期：1900年6月12日 – 1905年11月16日
- 霍亨洛厄-朗根堡亲王恩斯特二世（1863–1950），任期：1905年11月16日 – 1906年7月5日
- 伯恩哈德·登堡（1865–1937），任期：1906年9月5日 – 1907年5月16日

### 殖民事务局国务秘书
- 伯恩哈德·登堡（1865–1937），任期：1907年5月17日 – 1910年6月9日
- 弗里德里希·冯·林德奎斯特（1862–1945），任期：1910年6月10日 – 1911年11月3日
- 威廉·索尔夫（1862–1936），任期：1911年12月20日 – 1918年12月13日
- 约翰内斯·贝尔（1868–1949），1919年2月13日 – 6月20日，作为殖民问题特使参加巴黎和会